# 李星
李星（1964年5月—），男，汉族，宁夏海原人，中国数学家，现任宁夏大学党委书记、教授。曾任中国数学会副理事长，第十届全国政协委员。